# Austrocarabodes corpulentus
Austrocarabodes corpulentus är en kvalsterart som först beskrevs av Trägårdh 1931.  Austrocarabodes corpulentus ingår i släktet Austrocarabodes och familjen Carabodidae. Inga underarter finns listade.